# Ульянов, Владимир Алексеевич
Владимир Алексеевич Ульянов (2 февраля 1965, Москва — 8 сентября 2003) — российский разведчик, участник урегулирования конфликтов на территории СССР и Российской Федерации, старший оперуполномоченный оперативной группы Управления «А» («Альфа») Центра специального назначения Федеральной службы безопасности Российской Федерации, Герой России (посмертно).

## Биография
Родился 2 февраля 1965 года в Москве в семье рабочего. В юности мечтал стать лётчиком, увлекался парашютным спортом. Окончил Московский авиационный приборостроительный техникум.
В 1983—1985 годах в рядах Советской Армии, служил в воздушно-десантных войсках, в Прибалтийском военном округе. Воинская специальность — войсковой разведчик.
После армии вернулся в Москву, работал слесарем-сборщиком радиоаппаратуры на заводе «Мосприбор». Поступил на вечернее отделение Московского авиационного института, окончил 1-й курс.
В 1989 году добровольно зачислен в спецподразделение Комитета государственной безопасности (КГБ) СССР «Вымпел», получил звание прапорщика, а через пять лет дослужился до офицерского звания «младший лейтенант». В составе «Вымпела» выезжал в спецкомандировки в районы межнациональных конфликтов — Степанакерт, Ереван, Баку, Тбилиси, Кишинёв, Душанбе, Вильнюс.
После событий сентября-октября 1993 года, начавшихся с роспуска Президентом РФ Ельциным Верховного Совета России, и закончившихся расстрелом Дома Советов, прапорщик Владимир Ульянов, как и большинство его боевых товарищей, после передачи «Вымпела» в Министерство внутренних дел РФ в милицию уходить не пожелал. Перешёл в Главное управление охраны, но через год с небольшим, в 1996 году по личной просьбе перевёлся в Управление «А» — легендарную «Альфу». Получил прозвище «Ленин». Таким же был его позывной. Но, как вспоминали его сослуживцы это было больше связано не с тем, что Владимир Ульянов был тёзкой вождя мирового пролетариата и первого руководителя Советского государства, а потому, — что он был любознательным, много знал, умел, и готов был общаться на любую тему.
Во время службы в «Альфе» он неоднократно участвовал в сложных спецоперациях в разных точках страны, которые выпадали его подразделению, в том числе неоднократно выезжал в Чеченскую республику.
В ночь на 8 сентября 2003 года в населённом пункте Ялхой-Мокх Курчалоевского района силами спецназа ФСБ проводилась операция по задержанию главаря одного из бандитских формирований. В ходе проведения операции его охрана внезапно открыла огонь по группе захвата. Майор Владимир Ульянов, прикрывая своих товарищей по оружию, отвлёк огонь бандитов на себя и при этом погиб. В результате смелых и решительных действий офицера бойцы спецподразделения захватили главаря и уничтожили его охрану.
Похоронен на Николо-Архангельском кладбище в Москве.

## Награды
Указом Президента Российской Федерации от 6 декабря 2003 года за мужество и героизм, проявленные при выполнении специального задания, майору Ульянову Владимиру Алексеевичу присвоено звание Героя Российской Федерации (посмертно). Также он был награждён медалями, в том числе медалью «За отвагу».

## Сыновья
У Владимира Ульянова остались два сына — Алексей и Дмитрий (1991—2016).

## Память
В 2009 году имя майора Владимира Ульянова присвоено Православному военно-патриотическому клубу «Воскрест», действующему в городе Гороховце Владимирской области.